# جودي سيلفانو
جودي سيلفانو (بالإنجليزية: Judi Silvano)‏ هي مغنية أمريكية، ولدت في 1951 في فيلادلفيا في الولايات المتحدة.

## وصلات خارجية
- جودي سيلفانو على موقع ميوزك برينز (الإنجليزية)
- جودي سيلفانو على موقع أول ميوزيك (الإنجليزية)
- جودي سيلفانو على موقع ديسكوغز (الإنجليزية)